# Globusgevoel
Het globussyndroom of globusgevoel (lat. Globus hystericus of globus pharyngis) wordt voornamelijk gekenmerkt door het gevoel een brok in de keel te hebben terwijl het slikken anders ongehinderd is en men mogelijk moeilijker kan ademen. In het geval van het globussyndroom is het inslikken van speeksel of leeg slikken ongemakkelijk of pijnlijk, ademen kan moeilijk en inspannend zijn. De dwang om de keel te schrapen en kleine stemstoornissen kunnen ook voorkomen.

## Diagnose
Voor het ophelderen van fysieke (organische) oorzaken is een onderzoek van de interne en externe nekorganen noodzakelijk:
Endoscopisch onderzoek van de keel (keelholte), het strottenhoofd en de luchtpijp (luchtpijp) op organische oorzaken zoals ontstekingen, goedaardige of kwaadaardige tumoren of vreemde lichamen. Een reflux van maagzuur (refluxziekte/maaglaryngitis) kan deze symptomen veroorzaken.
Een röntgenonderzoek kan osteochondrose van de cervicale wervelkolom en een langwerpig naaldproces (Latijns-styloïde proces) van het slaapbeen met de resulterende styalgie uitsluiten. Andere mogelijke triggers zijn spanning in de nekspieren, littekens na nekoperaties en vergrotingen/knopen van de schildklier (bijv. Struma).
Het globusgevoel gaat vaak gepaard met stemstoornissen (dysfonie).
Als slikproblemen onduidelijk zijn, moet röntgencinematografie (röntgenvideo), een beeld van de slokdarm, worden uitgevoerd tijdens het slikken.
Na het uitsluiten van organische redenen voor het globusgevoel kunnen psychosomatische oorzaken zoals stress of depressie de oorzaak zijn.